# Furka
Furka (macedónul: Фурка) település Észak-Macedóniában, a Délkeleti körzet Dojrani járásában.

## Népesség
2002-ben 570 lakosa volt, akik közül 568 macedón, 1 szerb és 1 egyéb nemzetiségű.